# كاثي روس
كاثي روس (19 نوفمبر 1967 - ) هي لاعبة كرة قدم كندية في مركز الدفاع.

## وصلات خارجية
- كاثي روس على موقع الاتحاد الدولي (مؤرشف)  (الإنجليزية)